# 내 인생 최악의 학교
《미들 스쿨: 꼰대 길들이기》(영어: Middle School: The Worst Years of My Life)는 2016년 미국의 코미디 영화이다. 한국에 "내 인생 최악의 학교"라는 제목으로 소개된 제임스 패터슨의 동명 청소년 소설이 원작이다. 영화판의 한국 내 유통명은 원작 소설 한국어 번역 제목과 전혀 다른 이름이 채택되었다. 스티브 카가 연출하고 그리핀 글럭, 로런 그레이엄 등이 출연하였다.

## 출연
- 그리핀 글럭 - 레이프 캐처도리언
- 로런 그레이엄 - 줄스 캐처도리언
- 롭 리글 - "곰" 칼
- 레타 - 아이다 스트리커
- 토머스 바부스카 - 리오
- 앤디 데일리 - 드와이트 교장 선생님
- 애덤 팰리 - 텔러 선생님
- 제이컵 홉킨스 - 밀러
- 알렉사 니슨슨 - 조지아 캐처도리언
- 이저벨라 모너 - 진
- 에프렌 라미레스 - 거스
- 이사벨라 아마라 - 하이디